# Mistrzostwa Panamerykańskie w Zapasach 1988
Mistrzostwa panamerykańskie w zapasach odbywały się w mieście Meksyk. W tabeli medalowej tryumfowali zapaśnicy z Kuby.

## Tabela medalowa
|    | Państwo           |    |    |    | Razem: |
| -- | ----------------- | -- | -- | -- | ------ |
| 1  | Kuba              | 19 | 1  | 0  | 20     |
| 2  | Stany Zjednoczone | 1  | 8  | 5  | 14     |
| 3  | Meksyk            | 0  | 4  | 3  | 7      |
| 4  | Kanada            | 0  | 4  | 2  | 6      |
| 5  | Argentyna         | 0  | 2  | 0  | 2      |
| 6  | Panama            | 0  | 1  | 0  | 1      |
| 7  | Wenezuela         | 0  | 0  | 4  | 4      |
| 8  | Peru              | 0  | 0  | 3  | 3      |
| 9  | Brazylia          | 0  | 0  | 2  | 2      |
| 10 | Gwatemala         | 0  | 0  | 1  | 1      |
|    | razem:            | 20 | 20 | 20 | 60     |

## Wyniki

### W stylu klasycznym
| Waga   | złoty                 | srebrny          | brązowy             |
| ------ | --------------------- | ---------------- | ------------------- |
| 48 kg  | Wilber Sánchez        | Eric Wetzel      | Victor Hugo         |
| 52 kg  | Pedro Roque Favier    | Juan Cortés      | Mark Fuller         |
| 57 kg  | Amadoris González     | Adrián Ponce     | Oscar Acencio       |
| 62 kg  | Jose Mario Olivera    | Buddy Lee        | Juan Mora           |
| 68 kg  | Andrés Alexis Jiménez | Daniel Navarrete | Edmundo Ichillumpa  |
| 74 kg  | Jacinto Arrechavaleta | Rick Dove        | Jim Miller          |
| 82 kg  | Alfredo Linares       | Daryl Gholar     | Alfonso Jessel      |
| 90 kg  | Guillermo Cruz        | Michel Corolan   | Roberto Neves Filho |
| 100 kg | Héctor Milián         | Steve Marshall   | James Johnson       |
| 130 kg | Juan Poulot           | Craig Pittman    | Miguel Zambrano     |

### W stylu wolnym
| Waga   | złoty             | srebrny              | brązowy         |
| ------ | ----------------- | -------------------- | --------------- |
| 48 kg  | Aldo Martínez     | Cesar Vargas         | Javier Delgado  |
| 52 kg  | Carlos Varela     | Bernardo Olvera      | Carlos Muñoz    |
| 57 kg  | Alejandro Puerto  | Greg Robbins         | Jorge Olvera    |
| 62 kg  | Ray E.Ramírez     | Arturo Oporta        | Javier Rincón   |
| 68 kg  | Eugenio Montero   | Mark Manning         | Darrik James    |
| 74 kg  | Alberto Rodríguez | Nate Carr            | Rick Dove       |
| 82 kg  | Orlando Hernández | Daniel Iglesias      | Michael Sheets  |
| 90 kg  | Roberto Limonta   | Peter James Guterson | Duane Goldman   |
| 100 kg | Geovany Redmond   | Steve Marshall       | Florino Spies   |
| 130 kg | Bruce Baumgartner | Domingo Mesa         | Miguel Zambrano |